# Mildred Barnes Bliss

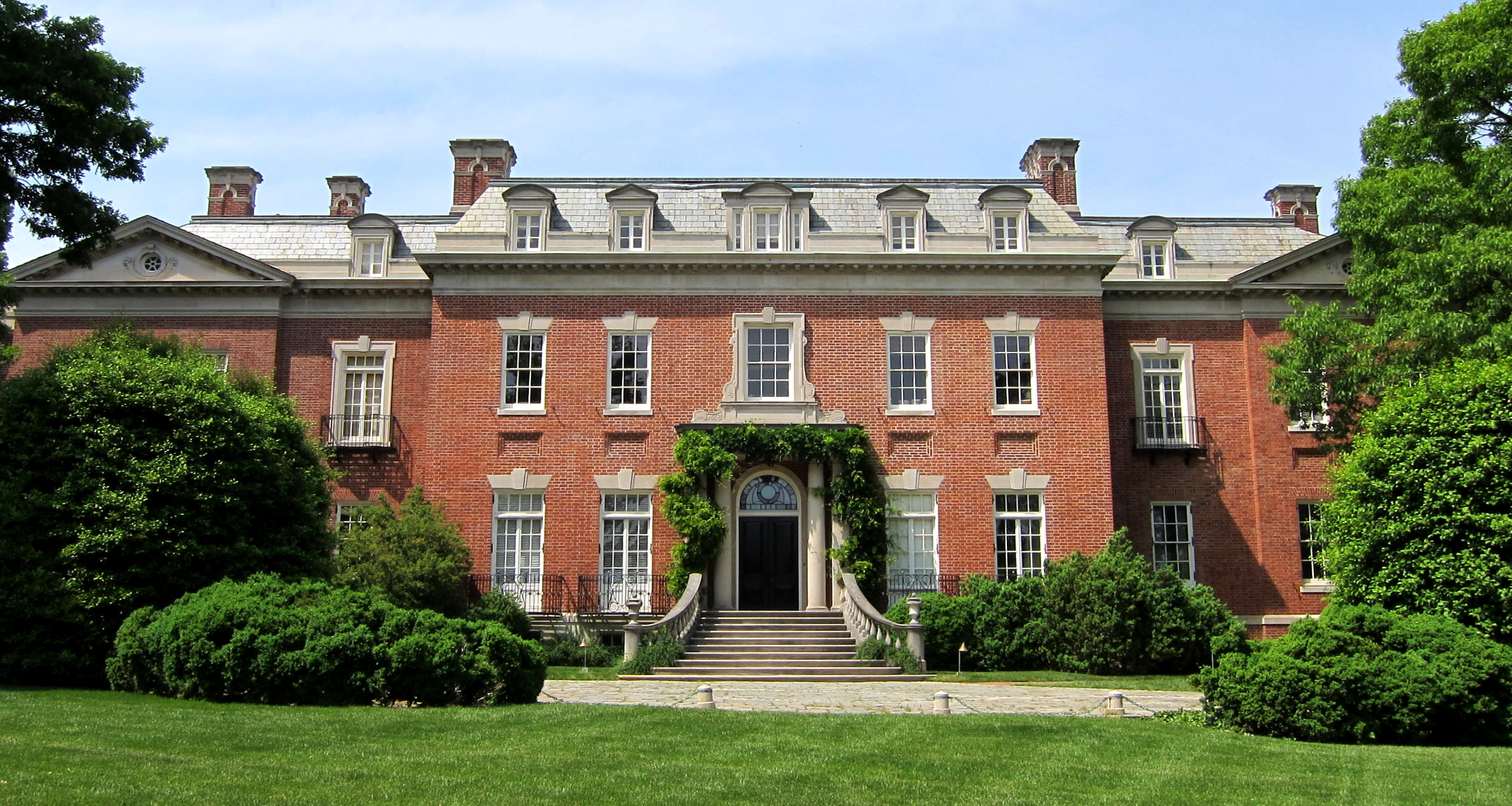
Paret Bliss hem, Dumbarton Oaks, i Washington, D.C.

Mildred Barnes Bliss, född 9 september 1879 i New York i New York, död 17 januari 1969, var en amerikansk konstsamlare, filantrop och en av grundarna till Dumbarton Oaks Research Library and Collection i Washington D.C.
Bliss var dotter till den amerikanska kongressmannen Demas Barnes (1827–1888) och Anna Dorinda Blaksley Barnes (1851–1935). Bliss utbildade sig på Miss Porter's School i Farmington i Connecticut och även på privatskolor i Frankrike. Hon talade flytande franska och god spanska, tyska och italienska. Modern gifte 1894 om sig med William Henry Bliss (1844–1932) och Mildred Barnes Bliss blev då styvsyster till Robert Woods Bliss (1844–1932) som hon sedan gifte sig med 14 april 1908. Maken var diplomat och paret bodde i Bryssel (1908–1909), Buenos Aires (1909–1912), Paris (1912–1919), Washington, D.C. (1919–1923), Stockholm (1923–1927), och Buenos Aires igen (1927–1933) innan de återvände till Washington, D.C. 1933 för att pensionera sig.
Bliss hade en stor förmögenhet som grundade sig i faderns investeringar i The Centaur Company som tillverkade det populära laxermedlet Fletcher's Castoria. Dessa investeringar hade gjort fadern förmögen.
Paret Bliss hjälpte till med grundandet av American Ambulance Field Service i Frankrike vid första världskrigets utbrott. Paret donerade 23 ambulanser och öppnade en depå i Paris för distribution av medicinsk och kirurgisk utrustning. Mildred Bliss grundade också flera center i Paris för omhändertagandet av belgiska och franska föräldralösa och förskjutna barn under kriget. När USA gick in i kriget tjänstgjorde Mildred Bliss som ordförande i styrelsen för American Red Cross’s Woman’s War Relief Corps i Frankrike. För hennes arbete under första världskriget tilldelades hon Ordre national de la Légion d'honneur, Hederslegionen.
1920 köpte paret Bliss huset Dumbarton Oaks i Washington, D.C. vilket de 1940 donerade till Harvard University. Idag är det museum, bibliotek och forskningsinstitut. Paret Bliss var konstintresserade och samlade speciellt på bysantinsk konst och konst från förcolumbiansk tid.